# ساينبليكس
ساينبليكس (بالإسبانية: Cineplexx)‏ هو موسيقي من الأرجنتين، مهتم بالموسيقى الإلكترونية وقد أصدر ثمانية ألبومات لحدود 2016.

## السيرة الذاتية
سيباستيان ليتمانوفيش (بالإسبانية: Sebastien Litmanovich)‏ ولد 13 مارس 1973 في بوينس آيرس، وهو فنان، رسام وموسيقي يعيش حاليا في لندن. ويجيد العزف على الآلات الإلكترونية خاصة أنة تأثير بمجموعة من الفرق على غرار ذا فيلفيت أندرغراوند وكذلك آبا.
في عام 1998، بعد أن شارك في عدة فرق، قام سباستيان بتأسيس سينيبليكس، فيما كان أول ألبوم له يحمل عنوان Posología وذلك في أواخر تسعينيات القرن الماضي؛ وقد استعمل في أغاني الألبوم أداة تجريبية إلكترونية يعود أصلها لمدينة نيويورك. ليليها بعد ذلك ألبوم Electrocardiograma الذي أُصدر عام 2003، وقد تم إعادة إصدار الألبوم من قبل فرقة الكرز الأحمر (بالإسبانية: Cherry Red)‏ في عام 2010.
بعد ذلك، بدأ سينيبليكس يظهر ويشارك في العديد من المهرجانات داخل الأرجنتين، وكذلك في كل من نيويورك وطوكيو، كما ظهر في مهرجانات متعددة في هولندا وكذلك مهرجان السونار في برشلونة، وطيلة أربع سنوات كان قد ظهر في جميع أنحاء أوروبا وآسيا على حد سواء. وفي عام 2006 دعاه فيديريكو أوبيل إلى الانضمام إلى فرقته في جولة أوروبية.
في عام 2008، سجل سينيبليكس خامس ألبوماته الذي حمل عنوان نزهة (بالإسبانية: Picnic)‏ وذلك بمساعدة العديد من الأصدقاء مثل دوغلاس ستيوارت (فرقة BMX)، نورمان بليك (فريق Fanclub)، جاد فاير ثم فيديريكو.
في عام 2014، أصدر ألبوم فلوريانوبوليس خلال سجلات نوفا.
وقد قدم أيضا بعض الألبومات تحت أسماء مستعارة مثل أميرانا (فريقة الروك من عام 1997)، كما تعاون مع جاد فاير، دانيال ماليرو، سيباستيان كرايمر، خايمي سين تيرا، جاكسون سوفونير، آبي (من فرقة bcn) لوبي نونيز (من فرقة Pipas & Amor de Dias)، كاثي كلارت، دوغلاس ستيوارت (من فرقة Bmx) ثم نورمان بليك (من فرقة Fanclub).

## قائمة الألبومات
| الألبوم                     | سنة الإصدار |
| --------------------------- | ----------- |
| Espejos                     | 2016        |
| Florianopolis               | 2014        |
| Perfume                     | 2012        |
| Picnic                      | 2008        |
| Restar                      | 2006        |
| Electrocardiograma          | 2003        |
| Capacidad Maxima: 1 Persona | 2003        |
| Posología                   | 1999        |

## وصلات خارجية
- ساينبليكس على موقع ميوزك برينز (الإنجليزية)
- ساينبليكس على موقع أول ميوزيك (الإنجليزية)

- الموقع الرسمي
- ساينبليكس في دليل الموسيقى